# Michael James Lighthill
Sir Michael James Lighthill, FRS, angleški matematik, * 23. januar 1924, Pariz, Francija, † 17. julij 1998, Sark, Kanalski otoki.

## Življenje in delo
Lighthill je postal strokovnjak na področju mehanike tekočin in je delal na Narodnem fizikalnem laboratoriju na Kolidžu Trinity v Cambdridgeu, ter med letoma 1946 in 1959 na Univerzi v Manschestru. Nato je postal vodja Kraljeve letalske ustanove (RAE) na Letališču Farnborough pri Farnboroughu v Hampshireu. Tu je sodeloval pri razvoju televizijskih in komunikacijskih satelitov, ter razvoju vesoljskih plovil s človeško posadko. Ta razvoj je kasneje privedel do izdelave nadzvočnega potniškega letala Concorde.
Leta 1964 so ga izvolili za stalnega profesorja Kraljeve družbe na Kraljevem kolidžu v Londonu. Nato se je vrnil na Trinity, kjer je bil od leta 1969 do 1979 šestnajsti Lucasov profesor matematike, kjer ga je nasledil Stephen Hawking.
Za njegove znanstvene dosežke mu je leta 1998 Kraljeva družba iz Londona podelila Copleyjevo medaljo.